# عبد الواحد أخريف
عبد الواحد محمد أخريف، (توفي يوم 2 نوفمبر 2010)، هو كاتب وشاعر مغربي وأحد أبرز وجوه الساحة الثقافية بشمال المغرب عامة وبتطوان بشكل خاص. درس اللغة العربية في مختلف المؤسسات التعليمية بتطوان والمدرسة الوطنية العليا قبل أن يتولى تسيير مندوبية الشؤون الثقافية.

## حياته العلمية و العملية
ولد سنة 1933 بتطوان، التحق بالكتاب القرآني في سن مبكرة حيث تعلم الكتابة والقراءة وحفظ قدرًا من القرآن الكريم، ثم أكمل حفظه في البيت وانتهى من ذلك وهو ابن إحدى عشرة سنة. ثم وجهه والده لحفظ المتون الدينية واللغوية والأدبية، بعد أن ألحقه بالمدرسة الأهلية الوطنية حيث حصل على الشهادة الابتدائية، ثم التحق بالمعهد الديني فدرس مرحلتيه الابتدائية والثانوية وحصل على شهادة البكالوريا، ثم التحق بكلية أصول الدين بجامعة القرويين وحصل منها على الإجازة العليا في الدراسات الإسلامية.
عمل أستاذًا للغة العربية والمواد الإسلامية بثانويات تطوان، ومدارس المعلمين، والمدرسة العليا للأساتذة، كما عمل في ميدان الإرشاد التربوي، ثم عين مديرًا لمدرسة المعلمين، وثانوية الشريف الإدريسي، وأسندت إليه أخيرًا نيابة وزارة الشؤون الثقافية بالأقاليم الشمالية المغربية.
- رأس تحرير مجلة (الأمانة) التي شارك في تأسيسها.
- زاول النشاط الثقافي والأدبي منذ بداية شبابه، ونشر بحوثه وقصائده في أغلب الجرائد والمجلات المغربية .
- شارك في عدة مهرجانات وملتقيات ثقافية وشعرية داخل المغرب وخارجه.

## من مؤلفاته
- كتاب: تطوان تاريخ ومعالم.
- كتاب: من أعلام تطوان.
- إضافة إلى ديوان شعري.

## وفاته
توفي يوم الثلاثاء 2 نوفمبر 2010 بمدينة تطوان عن سن تناهز 77 عاما بعد مرض عضال. وقد وري جثمان الراحل الثرى يوم الأربعاء 3 نوفمبر بتطوان.